# 圣尼古拉海员主教座堂

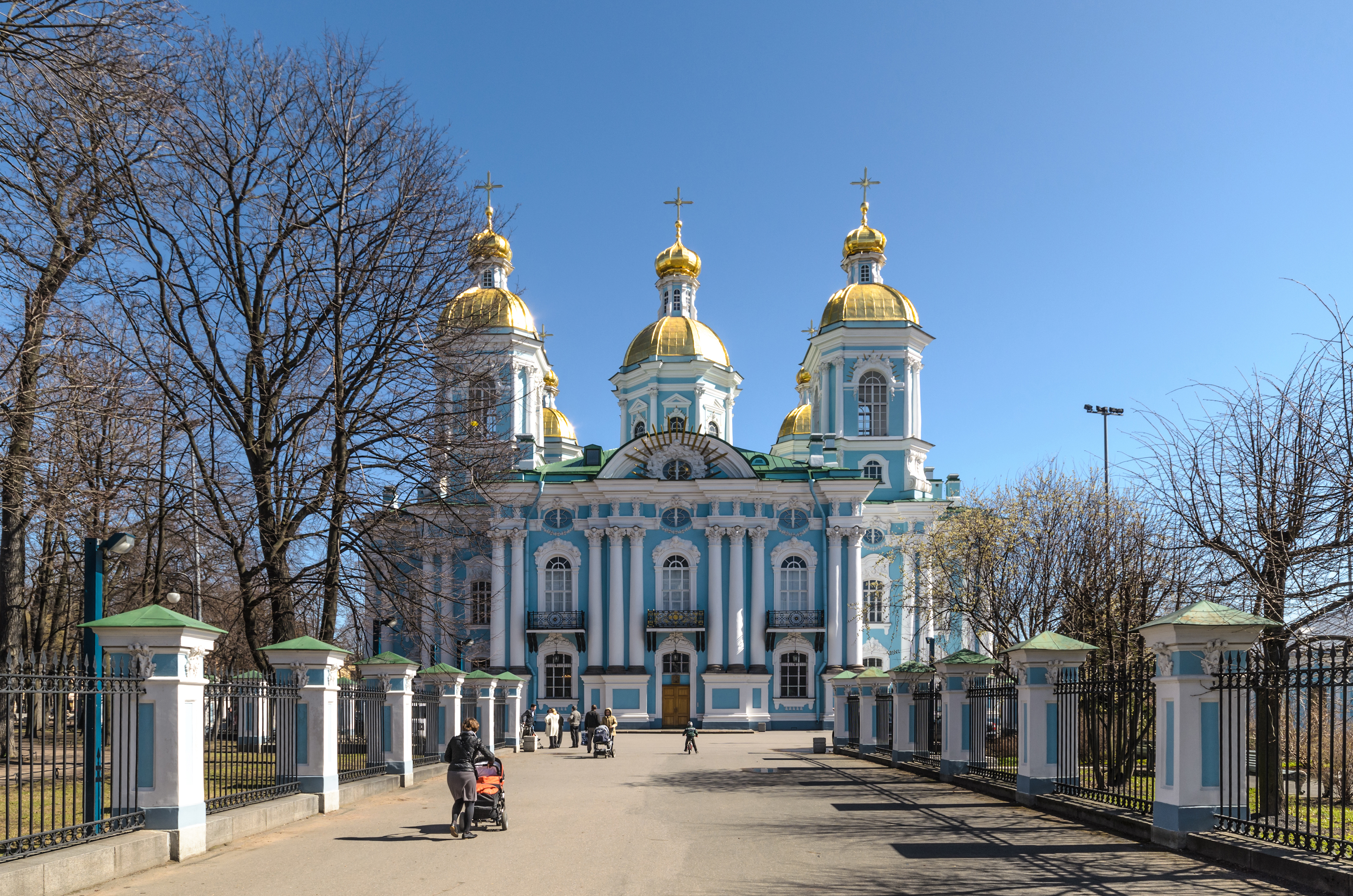
教堂正面

59°55′20.63″N 30°18′0.03″E / 59.9223972°N 30.3000083°E
圣尼古拉海员主教座堂（俄语：Никольский морской собор）是俄罗斯圣彼得堡一座巴洛克式主教座堂，建于1753年和1762年之间，建筑师Sava Tchevakinski。教堂位于格里博耶多夫运河附近，立面涂成白色和蓝色，科林斯柱式，顶部有五个金色的圆顶。内部装饰华丽。
教堂有两个房间，下面较暗的房间，是为信徒提供日常服务，而上面较亮的房间，用于节日。
教堂敬礼海员的主保圣人圣尼古拉，在苏联时代，此教堂是圣彼得堡少数几个未关闭的教堂之一。1967年，著名的诗人安娜·阿赫玛托娃的安魂弥撒在此举行。